# تشارلز جاكوبس (مصور)
تشارلز جاكوبس (بالإنجليزية: Charles Fenno Jacobs)‏ (و. 1904 – 1974 م) هو مصور، ومصور حربي ‏، ومصور أخبار، وصحفي أمريكي، توفي عن عمر يناهز 70 عاماً.